# Campeonato Mundial Femenil de parejas del CMLL
Le Campeonato Mundial Femenil de parejas del CMLL, que l'on peut traduire par championnat du monde par équipes féminin du CMLL est un championnat de catch par équipes féminin utilisé par le Consejo Mundial de Lucha Libre (CMLL). Il est créé le 16 septembre 2023 durant le spectacle célébrant le 90e anniversaire du CMLL. Depuis sa création, deux équipes ont détenu ce titre et il a été rendu vacant une fois.

## Histoire
Avant septembre 2023, le Consejo Mundial de Lucha Libre (CMLL) utilise le championnat national par équipes féminine (en) remporté par La Jarochita (en) et Lluvia (en),. Par la suite, le CMLL créé à la fin du mois de mars 2023 le championne par équipes féminine de l'Occident (en) dont les premières championnes sont Stephanie Vaquer et Zeuxis (en) après leur victoire sur La Jarochita et Lluvia en finale d'un tournoi.
Le 16 septembre 2023 du le spectacle célébrant le 90e anniversaire du CMLL, un match pour désigner les premières championnes du monde par équipes du CMLL va opposer Stephanie Vaquer et Zeuxis à La Jarochita et Lluvia. Vaquer et Zeuxis l'emportent et deviennent championnes.
| # | Championnes                     | Règne | Date              | Durée     | Lieu   | Notes                                                                                   | Réf   |
| - | ------------------------------- | ----- | ----------------- | --------- | ------ | --------------------------------------------------------------------------------------- | ----- |
| 1 | Stephanie Vaquer et Zeuxis (en) | 1er   | 16 septembre 2023 | 298 jours | Mexico | Elles battent La Jarochita (en) et Lluvia (en) pour devenir les premières championnes.  | [ 3 ] |
| - | Vacant                          | -     | 10 juillet 2024   | -         | -      | Le championnat est rendu vacant lorsque Stephanie Vaquer signe avec la WWE.             | [ 6 ] |
| 2 | Lluvia (en) et Tessa Blanchard  | 1er   | 6 août 2024       | 220 jours | Mexico | En battant Zeuxis (en) et Persephone en finale d'un tournoi pour le championnat vacant. | [ 7 ] |

## Règnes combinés

### En équipe
| Rang | Equipe                          | Règnes | Jours |
| ---- | ------------------------------- | ------ | ----- |
| 1    | Stephanie Vaquer et Zeuxis (en) | 1      | 298   |
| 2    | Lluvia (en) et Tessa Blanchard  | 1      | 220   |

### Individuellement
| Rang | Catcheuse        | Règnes | Jours |
| ---- | ---------------- | ------ | ----- |
| 1    | Stephanie Vaquer | 1      | 298   |
| 1    | Zeuxis (en)      | 1      | 298   |
| 2    | Lluvia (en)      | 1      | 220   |
| 2    | Tessa Blanchard  | 1      | 220   |